# Rudolf Höber
Rudolf Höber, född 27 december 1873 i Stettin, död 5 september 1953, var en tysk fysiolog.
Rudolf Höber var professor i Kiel 1915–1934, därefter i Philadelphia, USA. Höber arbetade med cellens elektriska potentialer och författade läroböcker.